# Dorthe Hansen
Dorthe Hansen, dansk orienterare som tog brons i stafett vid VM 1983.